# Peterd, Baranya
Peterd este un sat în districtul Siklós, județul Baranya, Ungaria, având o populație de 198 de locuitori (2011). 

## Demografie
Componența etnică a satului Peterd
     Maghiari (92,51%)
     Germani (3,21%)
     Romi (2,67%)
     Români (1,6%)
Componența confesională a satului Peterd
     Romano-catolici (43,94%)
     Fără religie (18,69%)
     Reformați (15,66%)
     Atei (1,52%)
     Necunoscută (20,2%)
     Alte religii (2,02%)
Conform recensământului din 2011, satul Peterd avea 198 de locuitori. Din punct de vedere etnic, majoritatea locuitorilor (92,51%) erau maghiari, existând și minorități de germani (3,21%), romi (2,67%) și români (1,6%). Nu există o religie majoritară, locuitorii fiind romano-catolici (43,94%), persoane fără religie (18,69%), reformați (15,66%) și atei (1,52%). Pentru 20,2% din locuitori nu este cunoscută apartenența confesională.